# Superpohár UEFA 2007
Superpohár UEFA 2007 byl 32. ročník jednozápasové soutěže zvané Superpohár UEFA, pořádané Evropskou fotbalovou asociací UEFA. Zápas se odehrál 31. srpna 2007 na stadionu Stade Louis II. v knížectví Monako. V zápase se každoročně utkává vítěz Ligy mistrů s vítězem Evropské ligy. Účastníky byli vítěz Ligy mistrů UEFA 2006/07 – italský AC Milán a vítěz tehdejšího Poháru UEFA 2006/07 – španělská Sevilla FC. V celku milánského celku nastoupil i český obránce Marek Jankulovski, který se tak stal historicky prvním Čechem, který Superpohár dokázal vyhrát.
Samotný zápas vyhrál držitel titulu z Ligy mistrů – AC Milán, který zvítězil 3–1. O vítězství svými góly rozhodli Filippo Inzaghi, Marek Jankulovski a Kaká. AC Milán získal již svoje 5. prvenství v této soutěži.

## Místo konání
Superpohár UEFA 2007 se hrál na stadionu Stade Louis II. v Monaku. Stadion má kapacitu 18 523 diváků a byl otevřen v roce 1939 aby v roce 1985 prošel rekonstrukcí. Superpohár se na tomto stadionu hrál nepřetržitě od roku 1998 a hrál se až do ročníku 2012.

## Zajímavosti
- Pokud by zápas skončil nerozhodným výsledkem v normální hrací době, následovalo by 30 minut prodloužení. Pokud by i poté nebylo rozhodnuto, následoval by penaltový rozstřel.
- Poprvé v historii dal branku český fotbalista, postaral se o to Marek Jankulovski.
- Superpohár pískala čtveřice rozhodčích z Rakouska na čele s hlavním sudím, kterým byl Konrad Plautz.

## Statistiky zápasu
| 31. srpna 2007 20:45                 |       |            |                                                                |
| AC Milán                             | 3 : 1 | Sevilla FC | Stade Louis II., Monako diváci: 17 822 rozhodčí: Konrad Plautz |
| Inzaghi 55' Jankulovski 62' Kaká 87' |       | Renato 14' | Stade Louis II., Monako diváci: 17 822 rozhodčí: Konrad Plautz |

| AC Milán | Sevilla FC |

|                 |    |                   |    |     |
|                 |    |                   |    |     |
| B               | 1  | Dida              |    |     |
| PO              | 44 | Massimo Oddo      |    |     |
| SO              | 4  | Kacha Kaladze     |    |     |
| SO              | 13 | Alessandro Nesta  |    |     |
| LO              | 18 | Marek Jankulovski |    |     |
| DZ              | 23 | Massimo Ambrosini |    | 76' |
| SZ              | 8  | Gennaro Gattuso   | 7' | 73' |
| SZ              | 21 | Andrea Pirlo      |    |     |
| ÚZ              | 10 | Clarence Seedorf  |    | 89' |
| OZ              | 22 | Kaká              |    |     |
| SÚ              | 9  | Filippo Inzaghi   |    | 88' |
| Náhradníci:     |    |                   |    |     |
| B               | 16 | Željko Kalac      |    |     |
| O               | 2  | Cafu              |    |     |
| O               | 19 | Giuseppe Favalli  |    |     |
| O               | 25 | Daniele Bonera    |    |     |
| Z               | 5  | Emerson           |    | 73' |
| Z               | 32 | Cristian Brocchi  |    | 89' |
| Ú               | 11 | Alberto Gilardino |    | 88' |
| Trenér:         |    |                   |    |     |
| Carlo Ancelotti |    |                   |    |     |

|              |    |                    |     |     |
|              |    |                    |     |     |
| B            | 1  | Andrés Palop       |     | 76' |
| PO           | 4  | Dani Alves         |     |     |
| SO           | 8  | Christian Poulsen  | 70' |     |
| SO           | 14 | Julien Escudé      |     | 83' |
| LO           | 3  | Ivica Dragutinović |     |     |
| PZ           | 7  | Jesús Navas        |     |     |
| SZ           | 18 | José Luis Martí    |     | 65' |
| SZ           | 21 | Seydou Keita       |     |     |
| LZ           | 5  | Duda               | 68' | 74' |
| OZ           | 11 | Renato             |     |     |
| SÚ           | 12 | Frédéric Kanouté   |     |     |
| Náhradníci:  |    |                    |     |     |
| GK           | 13 | Morgan De Sanctis  |     |     |
| O            | 15 | Aquivaldo Mosquera |     |     |
| Z            | 17 | Diego Capel        |     |     |
| Z            | 25 | Enzo Maresca       |     | 74' |
| Ú            | 10 | Luís Fabiano       |     | 83' |
| Ú            | 20 | Tom De Mul         |     |     |
| Ú            | 9  | Alexandr Keržakov  |     | 65' |
| Trenér:      |    |                    |     |     |
| Juande Ramos |    |                    |     |     |

| Muž zápasu: Andrea Pirlo (AC Milán) Asistenti rozhodčího: Egon Bereuter Markus Mayr Čtvrtý rozhodčí: Fritz Stuchlik |

## Vítěz
| Superpohár UEFA 2007 AC Milán (5. vítězství) |